# Subang Jaya
Subang Jaya é uma cidade no estado de Selangor, na Malásia. É parte da região metropolitana de Kuala Lumpur. Tem uma população de mais de 1 000.000 de habitantes incluindo Puchong e Seri Kembangan. 

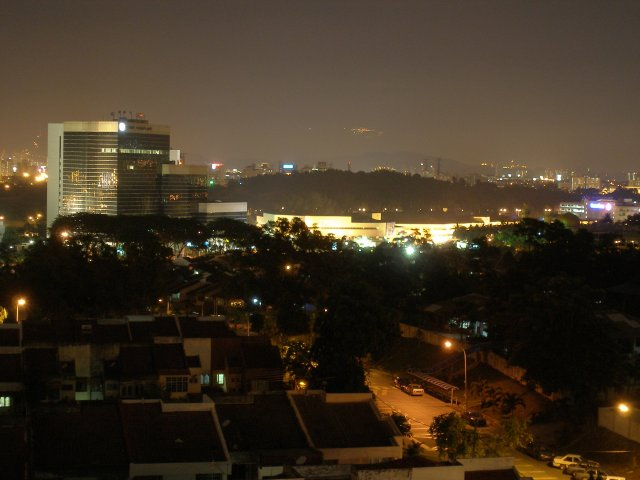
Vista noturna do centro de Subang Jaya